# The amphibian tree of life
The amphibian tree of life (el árbol de la vida de los anfibios) es un trabajo investigativo, presentado el año 2006.
Corresponde al estudio de las secuencias de ADN de las especies de anfibios vivientes en el mundo, y tiene como fin terminar con las inconsistencias de la taxonomía tradicional (en lo referente a anfibios).